# اپوس دئی
اپوس دئی (opus dei) نام یک سازمان محافظه‌کار کاتولیک است. نام اصلی سازمان اپوس دئی «خلیفه گری صلیب مقدس و اپوس دئی» می‌باشد. اپوس دئی در لاتین به معنای «عمل خدا» بوده و شعار رسمی آن «یافتن و بکار بستن فرامین خدا در زندگی روزمره» است.
بنیانگذار اپوس دئی اسقفی اسپانیایی به نام خوزه ماریا اسکریوا (jose maria escriva) است که این مکتب را در ۱۹۲۸ میلادی بنیان نهاد و از کلیسا تقدیس شد. او در سال ۱۹۷۵ درگذشت و در ششم اکتبر سال ۱۹۹۲ در شهر واتیکان توسط پاپ ژان پل دوم به عنوان قدیس شناخته شد. شمار پیروان این مکتب در حال حاضر بین هشتاد تا صد هزار نفر تخمین زده می‌شود. طریقت اپوس دئی ابتدای امر در اسپانیای پیش از فرانکو ریشه دوانده بود، اما در سال ۱۹۳۴ با چاپ کتاب دینی خوزه ماریا اسکریوا به نام «صراط، ۹۹۹ مراقبه برای انجام اعمال الهی در زندگی شخصی» پیامش در سراسر دنیا پیچید و اکنون بیش از ۴ میلیون نسخه از صراط به چهل و دو زبان ترجمه شده.
فریضهٔ اپوس دئی، تزکیه نفس در قالب عبادات خودآزارانه و تحقیر جسمانی انجام می‌گیرد که حواشی و جنجالهای فراوانی به پا کرده. پیروان «اپوس دئی» با این اعتقاد که «آمرزش و رستگاری روح نیازمند ریاضت جسم است» زنجیرهای مخصوصی (کیلیکیوم) را که یک طرف آن تیز شده در روزهای دوشنبه و چهارشنبه به مدت دو ساعت از قسمت ران به پاهایشان می‌بندند. هم چنین سالکان این طریقت در روزهای شنبه و سه شنبه با تازیانه‌ای که از طناب بافته شده برپشت خود شلاق می‌زنند. ریاضت در این مکتب یک عمل شخصی بوده و هیچ‌یک از اعضا حق پرسیدن سؤالی دراینباره از دیگر اعضا را ندارد. پیروان این فرقه نام فریضه ریاضت خود را «روبرویی شخصی با شیطان» گذاشته‌اند.
یکی دیگر از موارد مورد بحث دربارهٔ اپوس دئی، برخورد آن با زنان و به رسمیت نشناختن حوزه شخصی زندگی پیروانش است. خوزه ماریا خود در کتاب تسبیح مقدس شرح می‌دهد که فردیت یک رابطه درونی میان انسان‌ها با یکدیگر است و وقتی صحبت از دین یا رابطه انسان با خداست دیگر آزادی و حریم خصوصی هیچ معنایی ندارد. از این جهت در اقامت گاه‌های ویژهٔ این گروه، قفل کردن درها ممنوع، اتاق‌ها کاملاً بی‌پیرایه و کف اتاق از چوب است. مردان به جای رختخواب از زیراندازی کرباسی یا حصیری استفاده می‌کنند اما زنان بدون هیچ گونه زیراندازی بر روی زمین می‌خوابند. جداسازی زن و مرد از هم، تقبیح روابط جنسی پیش از ازدواج و پایبندی شدید به اصول کاتولیسیسم در برخورد با روابط جنس مخالف از موارد مورد اعتراض است. اپوس دئی به تقدس خانواده و زندگی خانوادگی بسیار تأکید می‌کند.
این سازمان با رمان پرفروش «راز داوینچی» که در آن از این سازمان صحبت شده و علیه آن نوشته شده‌است، به شهرتی دوچندان رسید. در عین متذکر شدن چندین باره نویسنده این داستان مبنی بر خیالی بودن آن، شماری از رهبران و پیروان اپوس دئی اعتراضاتی را علیه آن ترتیب دادند.